# Forêt de Reinhard
Pour les articles homonymes, voir Reinhard.
La forêt de Reinhard (en allemand : Reinhardswald) est un massif forestier allemand situé tout au nord du land de Hesse, entre Cassel et Bad Karlshafen. Elle est limitée au nord et à l'est par la Weser, qui fait ici frontière entre la Hesse et la Basse-Saxe.
Elle s'étend sur plus de 200 km2, ce qui en fait une des plus grandes forêts d'un seul tenant sur le territoire allemand, et une des plus vastes zones inhabitées du pays. Sur ce total, 183 km2 constituent le gemeindefreies Gebiet (territoire ne dépendant d'aucune commune) Reinhardswald. Ce dernier est géré à titre personnel par le directeur de l'office forestier de la commune voisine de Reinhardshagen. Les points les plus élevés du massif sont le Staufenberg (472,2 m) et le Gahrenberg (472,1 m).
Cette forêt est le cadre de nombreuses légendes populaires. S'y trouve le château de Sababurg, dont les frères Grimm on fait le château de la Belle au bois dormant dans leurs Contes de l'enfance et du foyer.

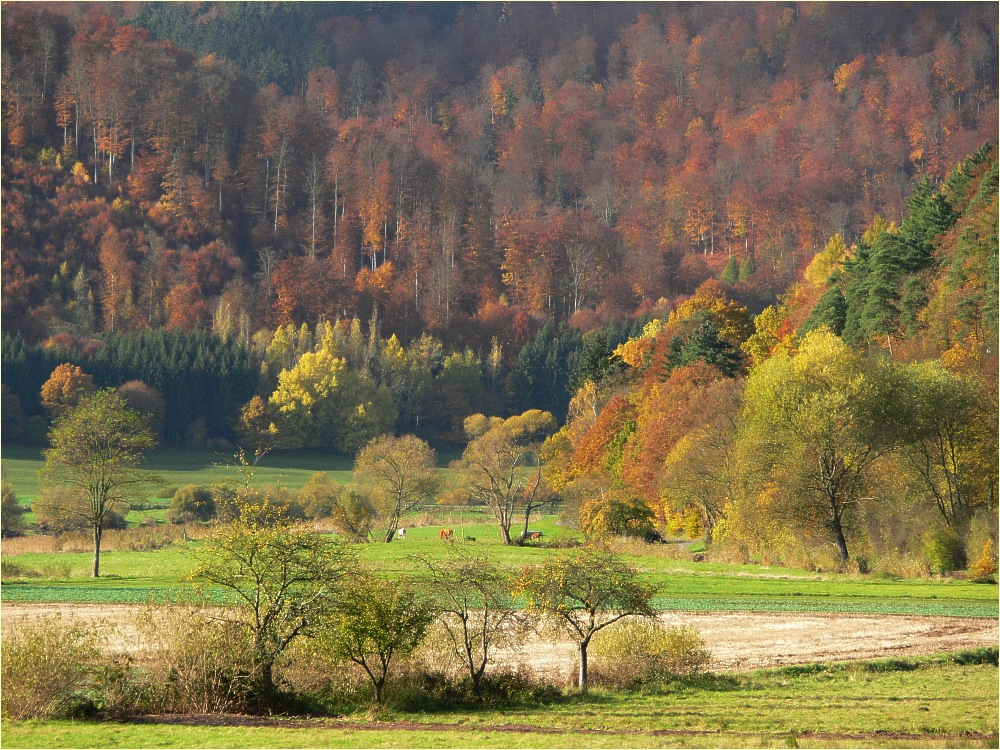
La vallée de la Weser dans la forêt de Reinhard.
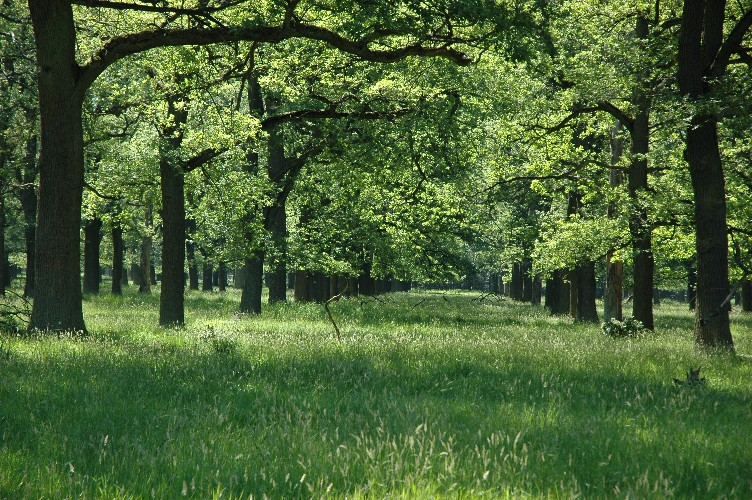
Plantation de chênes dans la forêt de Reinhard.